# 備用容量
備用容量（reserve margin）是用來應付發電機故障和有計劃的停機檢查所預留的發電容量。
國際能源署建議的備用容量率介乎20%到35%。電網規模較小的地區（例如：新加坡）需要較高的備用容量率，來維持供電穩定。

## 定義
除了日本，世界各國所採用的定義大致相同。所有發電機都會計算在內，包括：正進行例行檢查和發生故障的機組。
- 備用容量 = 裝機容量 - 尖峰負載
- 備用容量率 = 備用容量 / 尖峰負載

在日本，計算時會減去已不可調動的發電容量。因此，目標備用容量率較低，只有8%到10%。如果以上述定義計算，目標值達到33%。
- 備用容量 = 可調動容量 - 尖峰負載